# Esperiopsis ferruginea
Esperiopsis ferruginea är en svampdjursart som beskrevs av Thomas Whitelegge 1906. Esperiopsis ferruginea ingår i släktet Esperiopsis och familjen Esperiopsidae.
Artens utbredningsområde är havet kring Australien. Inga underarter finns listade i Catalogue of Life.